# Thermidor (1909)
Thermidor (Q57) – francuski oceaniczny okręt podwodny z okresu I wojny światowej, jedna z 18 zbudowanych jednostek typu Pluviôse. Okręt wypierał 396 ton w położeniu nawodnym i 551 ton pod wodą, a jego główną bronią było sześć torped kalibru 450 mm wystrzeliwanych z sześciu zewnętrznych wyrzutni. Napędzana maszynami parowymi jednostka rozwijała na powierzchni prędkość 12 węzłów, osiągając zasięg 1500 Mm przy prędkości 9 węzłów.
„Thermidor” został zwodowany 3 lipca 1909 roku w stoczni Arsenal de Cherbourg w Cherbourgu, a do służby w Marine nationale wcielono go 13 lipca 1910 roku. Uczestniczył w działaniach wojennych, operując na wodach kanału La Manche i Oceanie Atlantyckim. Jednostka została skreślona z listy floty 12 listopada 1919 roku i sprzedana w celu złomowania w maju 1921 roku.

## Projekt i budowa
W przyjętym 9 grudnia 1900 roku przez Parlament Francji „Prawie o flocie” znalazł się zapis o budowie 26, a po późniejszych zmianach aż 44 okrętów podwodnych. W 1901 roku zamówiono 20 niewielkich jednostek typu Naïade, jednak były to okręty o niewielkiej wartości bojowej. Kolejny typ okrętów zbudowanych w ramach programu – Sirène – zaprojektował inż. Maxime Laubeuf, ulepszając swój pierwszy udany projekt („Narval”). Pojawienie się możliwych do zamontowania na okrętach podwodnych silników wysokoprężnych zaowocowało skonstruowaniem przez Laubeufa jednostek typu Aigrette. Ministerstwo Floty popierało wysiłki konstruktorów, dążąc do wcielenia do Marine nationale jak największej liczby pełnomorskich i silnie uzbrojonych jednostek. Efektem tego było powstanie sześciu okrętów typu Émeraude (konstrukcji inż. Gabriela Maugasa) oraz dwóch typu Circé (projektu Laubeufa).
Dalszą rozbudowę sił podwodnych hamowała jednak dostępność silników wysokoprężnych, które Francja musiała zamawiać u swojego głównego wroga na kontynencie europejskim – w Niemczech. Aby uniezależnić się od dostaw niemieckich jednostek napędowych, Minister Floty wydał Laubeufowi polecenie zaprojektowania ulepszonych w stosunku do typu Circé okrętów, jednak napędzanych na powierzchni sprawdzonymi i dostępnymi silnikami parowymi. Rozwiązanie to traktowano jako tymczasowe – jednostki miały zostać przebudowane na spalinowe, gdy tylko francuski przemysł dostarczy wystarczającą liczbę niezawodnych silników Diesla. Okręty podwodne z napędem parowym, oprócz zalet takich jak duża prędkość nawodna i niezawodność, miały wiele wad: zwiększoną wyporność spowodowaną masą i wielkością siłowni, znacznie mniejszy zasięg oraz długi czas zanurzania, spowodowany koniecznością zatrzymania maszyn i kotłów. Zamówiono jednak aż 18 okrętów nowego rodzaju, nazwanego od prototypowej jednostki typem Pluviôse, co stanowiło najliczniejszą we francuskiej flocie podwodnej serię do czasu zbudowania w okresie międzywojennym 31 okrętów typu Redoutable.
„Thermidor” został zamówiony 26 sierpnia 1905 roku w Arsenale w Cherbourgu wraz z ośmioma siostrzanymi jednostkami zbudowanymi w tej stoczni (numer stoczniowy Q23) . Stępkę okrętu położono 2 marca 1908 roku. W maju 1909 roku kpt. mar. (fr. lieutenant de vaisseau) Frochen został wyznaczony do nadzorowania zakończenia budowy okrętu. Jednostka została zwodowana 3 lipca 1909 roku. Nazwa okrętu nawiązywała do 11. miesiąca we francuskim kalendarzu rewolucyjnym. Jednostka otrzymała numer taktyczny Q57 i kod identyfikacyjny TR . Konstrukcja okrętu różniła się od pozostałych jednostek tego typu ze względu na zmienione wymiary zbiorników balastowych, które znalazły się później w tej formie na jednostkach typu Brumaire.

## Dane taktyczno-techniczne

### Charakterystyka ogólna
„Thermidor” był średniej wielkości oceanicznym okrętem podwodnym o konstrukcji dwukadłubowej. Długość całkowita wynosiła 52,15 metra (51,37 metra na wodnicy), szerokość 5,42 metra, a średnie zanurzenie 3,045 metra (na rufie 3,153 metra). Wykonany ze stali o wytrzymałości 50 kG/cm² kadłub sztywny miał 43,781 metra długości i 3,8 metra szerokości, ukształtowany z pasów o grubości od 12 do 16 mm. Wysokość (od stępki do szczytu kiosku) wynosiła 5,782 metra; luk wejścia do kiosku znajdował się 2,55 metra nad wodnicą. Powierzchnia przekroju wodnicowego przy wyporności normalnej wynosiła 453 m². Kadłub lekki otaczał na całej długości kadłub sztywny, z wyjątkiem śródokręcia, gdzie nie obejmował jego dolnej części wraz ze stępką. Między kadłubem sztywnym a lekkim znajdowały się zbiorniki balastowe, po osiem na każdą burtę. Napełnianie zbiorników odbywało się poprzez zawory denne, a za usuwanie powietrza podczas napełniania odpowiadały zawory odpowietrzające o średnicy 100 mm (po jednym na zbiornik). Czas napełniania wszystkich zbiorników wynosił 4 minuty, a mogły one pomieścić 156 ton wody (wraz ze zbiornikami wyrównawczymi). Osuszanie zbiorników odbywało się za pomocą dwóch elektrycznych pomp odśrodkowych Maginot o wydajności 150 m³/h; w przedziale dziobowym znajdowały się też dwie butle ze sprężonym powietrzem o pojemności 17 i 35 litrów. Umieszczony w stępce balast awaryjny miał masę czterech ton. Dwa zbiorniki wody słodkiej o pojemności 2200 litrów znajdowały się poza kadłubem sztywnym, a w luku między maszynami znajdował się rezerwowy cylindryczny zbiornik na 1280 litrów; trzy zbiorniki wyrównawcze miały pojemność 3370 litrów, a zbiornik zastępczy montowany na dziobie zamiast torpedy mieścił 530 litrów.
Wnętrze okrętu podzielone było na sześć pomieszczeń: I – przedział dziobowy, mieszczący kubryk marynarzy i dziobową wyrzutnię torpedową; II – przedział baterii akumulatorów; III – przedział centralny, podzielony wzdłużną grodzią na dwie części, mieszczące mesę oficerską (po lewej) i główne stanowisko dowodzenia (po prawej); IV – przedział maszynowni, mieszczący kotły, maszynę parową, zbiornik paliwa i toaletę; V – przedział silników elektrycznych i sprężarek i VI – przedział rufowy, mieszczący kubryk podoficerski. Pomieszczenie oficerskie wyposażone było w dwie koje, dwie szafy, dwie umywalki, płytę elektryczną i stół; w dziobowym kubryku znajdowało się osiem odchylanych koi, sześć hamaków, dwie umywalki i rozkładany stół, a w kubryku rufowym zamontowano cztery odchylane koje, umywalkę i rozkładany stół. Do wnętrza kadłuba jednostki prowadziły cztery luki: jeden w przedziale baterii akumulatorów, jeden w dziobowej części przedziału maszynowni, luk komina i luk roboczy.
Wyporność w położeniu nawodnym wynosiła 396 ton, a w zanurzeniu 551 ton. Zapas pływalności wynosił 28%.
Sterowanie odbywało się za pomocą trzech rufowych sterów kierunku (głównego, górnego i dolnego) o łącznej powierzchni 6,2169 m² oraz trzech par sterów zanurzenia (dziobowych, śródokręcia i rufowych) o powierzchni odpowiednio 5,199 m², 6,5182 m² i 5,5644 m². Stery głębokości poruszane były ręcznie lub z wykorzystaniem napędu elektrycznego. Dopuszczalna głębokość zanurzenia wynosiła 40 metrów , a czas wykonania manewru zanurzenia 4,5–5 minut.
Załoga okrętu składała się z 2 oficerów oraz 23 podoficerów i marynarzy.

### Urządzenia napędowe
Okręt napędzany był na powierzchni przez dwie trzycylindrowe nawrotne maszyny parowe potrójnego rozprężania z wymuszonym smarowaniem produkcji zakładów w Saint-Denis. Średnica cylindra wysokiego ciśnienia wynosiła 225 mm, cylindra średniego ciśnienia – 340 mm, a cylindra niskiego ciśnienia 550 mm; skok tłoka wynosił 270 mm. Łączna maksymalna moc maszyn wynosiła 700 KM przy 400 obr./min i ciśnieniu roboczym pary 15,5 kG/cm². Parę dostarczały dwa dwuwalczakowe, jednopaleniskowe kotły du Temple ze zwrotnym przepływem spalin, o maksymalnym dopuszczalnym ciśnieniu 16,5 kG/cm². Spaliny trafiały do wspólnego stacjonarnego komina o średnicy 620 mm, umieszczonego w wodoszczelnej osłonie wychodzącej na wysokość jednego metra powyżej kadłuba sztywnego, w którym z kolei zamontowany był wysuwany komin tej samej wysokości. Każda z maszyn poprzez oddalone od siebie o 1,4 metra linie wałów napędzała trójskrzydłową śrubę wykonaną z brązu. Średnica śruby wynosiła 1,5 metra, a średni skok 1,084–1,085 metra; śruby były przeciwbieżne – prawoburtowa obracała się w prawo, a lewoburtowa w lewo.
W przedziale siłowni prócz maszyn parowych i kotłów znajdowały się także dwie pompy próżniowe napędzane bezpośrednio z maszyn o łącznej wydajności 233,3 m³/h, dwie odśrodkowe pompy obiegowe z napędem elektrycznym o mocy 134 kW o łącznej wydajności 300 m³/h, cztery pompy zasilające napędzane bezpośrednio z maszyn o łącznej wydajności 18 200 m³/h i dwa skraplacze rurowe o łącznej powierzchni chłodzącej 70,32 m². Zbiorniki paliwa mieściły się w kadłubie sztywnym pod głównym pokładem: dwa (o pojemności 8250 litrów i 2560 litrów) pod pomieszczeniem siłowni, a trzeci mieszczący 1250 litrów pod głównym stanowiskiem dowodzenia. Jako rezerwę paliwo można było też przewozić w dziobowej grupie zbiorników balastowych nr 1 o łącznej pojemności 3900 litrów oraz w rufowej grupie zbiorników balastowych nr 4 o łącznej pojemności 11 500 litrów. Maksymalny zapas paliwa wynosił więc 25 957 litrów (23,362 tony).
Napęd podwodny zapewniały dwa jednotwornikowe silniki elektryczne firmy Brequet z Paryża. Prędkość obrotowa wynosiła od 160 do 560 obr./min, a regulowana była poprzez zmianę napięcia (nominalnie 230 V). Silniki miały po sześć biegunów głównych z niezależnym wzbudzeniem i uzwojenie kompensujące połączone szeregowo. Każdy z silników połączony był z baterią akumulatorów; mógł je ładować jako generator elektryczny napędzany przez maszynę parową. Łączna moc silników elektrycznych wynosiła 450 KM. Energia elektryczna magazynowana była w dwóch bateriach akumulatorów firmy Tudor po 124 ogniwa.
Prędkość maksymalna na powierzchni wynosiła 12 węzłów, a w zanurzeniu 8 węzłów. Zasięg wynosił 1500 Mm przy prędkości 9 węzłów (lub 900 Mm przy prędkości 12 węzłów) w położeniu nawodnym oraz 50 Mm przy prędkości 5 węzłów pod wodą.

### Uzbrojenie i wyposażenie
Okręt wyposażony był w sześć zewnętrznych wyrzutni torped kalibru 450 mm: dwie po obu stronach kiosku (odchylone o 7° od osi symetrii okrętu), dwie na rufie (odchylone o 5° od osi symetrii okrętu) i umieszczone na zbiornikach balastowych poniżej pokładu kiosku dwie systemu Drzewieckiego, z łącznym zapasem 6 torped modèle 1906. Torpeda miała długość 5,07 metra, a jej masa wynosiła 646 kg.
Jednostka wyposażona była w dwa peryskopy – dzienny i nocny. Peryskop dzienny miał długość 5,8 metra i po podniesieniu wystawał 4 metry ponad poziom kiosku; podnoszenie i opuszczanie realizowane było za pomocą napędu elektrycznego z prędkością 0,4–0,45 m/s. Monookularowy i wieloobiektywowy peryskop nocny miał długość 2,5 metra oraz średnicę 114 mm i umieszczony był na dachu sterówki; podnoszony był ręcznie za pomocą kołowrotu.
Na pokładzie zainstalowano dwa kompasy: jeden mokry na rufie, umieszczony w naktuzie i drugi w dziobowej części sterówki, zamknięty w otwartej od dołu skrzyni, którego wskazania można było obserwować także z wnętrza kiosku i z wnętrza kadłuba. W dziobowej części kiosku były umieszczone elektryczne i wodoszczelne światła nawigacyjne w kolorach zielonym i czerwonym. Okręt wyposażony był również w kotwicę czterołapową o masie 283 kg, z łańcuchem o długości 100 metrów, podnoszoną za pomocą kabestanu z silnikiem elektrycznym Couffinhal. Na pokładzie znajdowały się też dwie szalupy Bertona, o długości 3,67 metra każda, a także awaryjna mosiężna boja, która mogła być uwolniona z głównego stanowiska dowodzenia i połączona z aparatem telefonicznym. Ogrzewanie zapewniały cztery grzejniki elektryczne, zasilane prądem o napięciu 115 V.

## Służba
„Thermidor” został wcielony do służby w Marine nationale 13 lipca 1910 roku. W sierpniu tego roku jednostka odbyła rejs na trasie Cherbourg – Hawr – Dieppe – Boulogne-sur-Mer – Dunkierka – Cherbourg. Decyzją prezydenta Francji Armanda Fallièresa z 25 sierpnia 1911 roku dowództwo okrętu objął w Calais kpt. mar. Numa-Fernand-Georges Combet.
W 1912 roku zmieniono taktykę użycia jednostek typu Pluviôse, które wraz z okrętami typu Brumaire miały prowadzić działania ofensywne wraz z siłami głównymi floty. Od tej pory okręty podwodne zgrupowano w liczące trzy jednostki dywizjony (okrętem flagowym dywizjonu był wyposażony w radiostację torpedowiec lub niszczyciel). 10 czerwca 1913 roku wchodzący do Cherbourga „Thermidor” uderzył w stojącego w basenie portowym „Watta”, w wyniku czego oba okręty zostały uszkodzone. W październiku nowym dowódcą jednostki został mianowany kpt. mar. Richard.
Tuż przed wybuchem I wojny światowej większość okrętów typu Pluviôse znalazła się w składzie 1. Flotylli okrętów podwodnych z bazą w Cherbourgu, a „Thermidor” został przyporządkowany do również bazującej w Cherbourgu 3. Flotylli (w jej skład wchodziły również „Archimède”, „Montgolfier”, „Foucault”, „Franklin” i „Amiral Bourgois”). Jeden z dywizjonów tworzyły „Thermidor”, „Archimède” i „Amiral Bourgois”, a ich okrętem flagowym był niszczyciel „Epée”.

### I wojna światowa

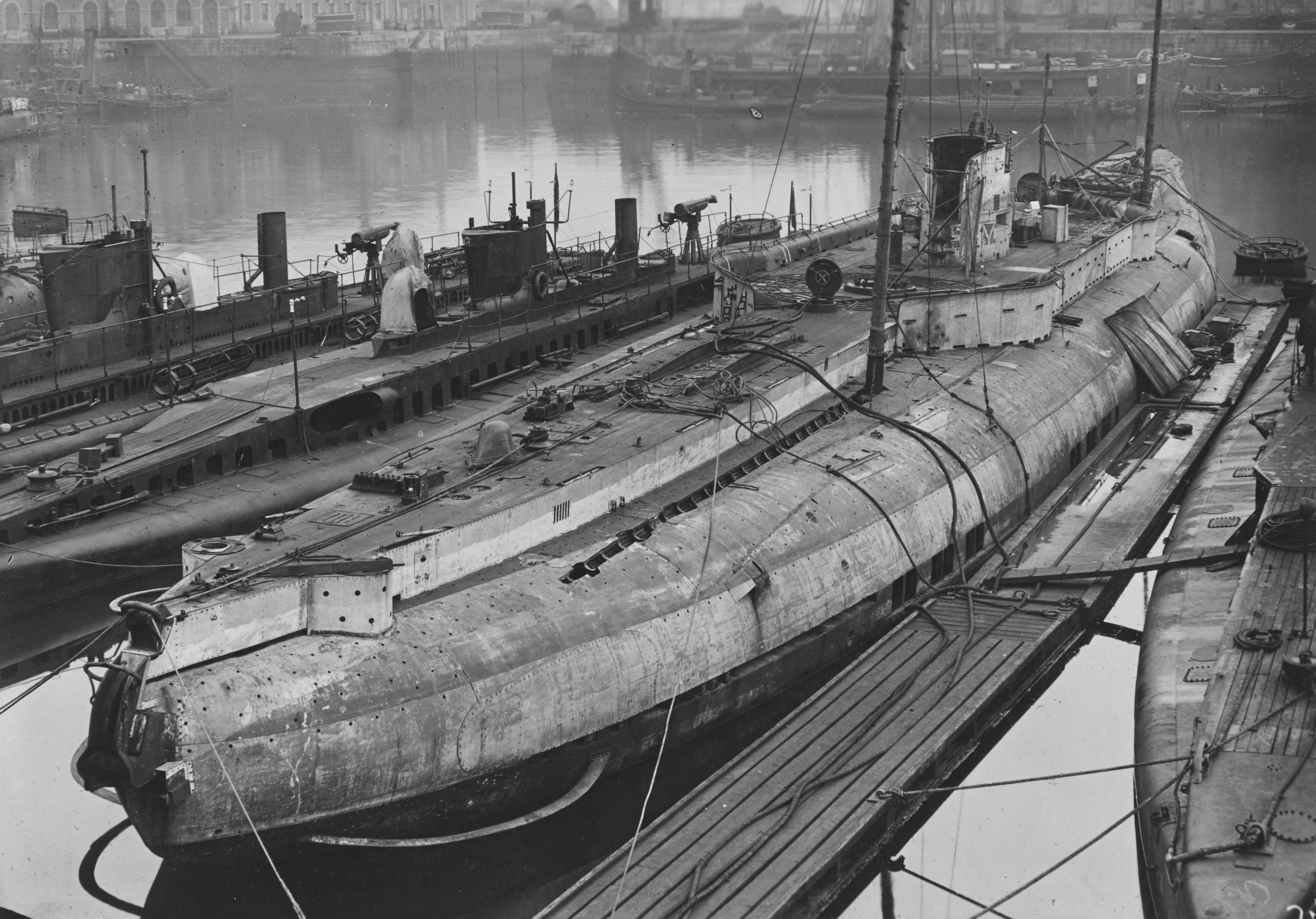
SM U-151, „Thermidor” i „Fructidor” w Cherbourgu około 1920 roku

Mobilizacja francuskiej floty rozpoczęła się 29 sierpnia 1914 roku, a wchodzące w skład 2 Lekkiej Eskadry okręty podwodne 1. i 3. Flotylli rozpoczęły dzienne patrole defensywne na wodach wokół bazy. 3 sierpnia – w dniu rozpoczęcia działań wojennych – całość sił 1. Flotylli wyszła na wody kanału La Manche, zajmując pozycje między Hawrem a Portsmouth; wobec stwierdzenia braku okrętów Kaiserliche Marine 4 sierpnia jednostki powróciły do Cherbourga, zmienione przez okręty 3. Flotylli. Po przystąpieniu do wojny Wielkiej Brytanii 1. i 3. Flotylla okrętów podwodnych rozpoczęła patrole w zachodniej części kanału La Manche. Sukcesy odnoszone na lądzie przez Niemców spowodowały przesunięcie od września wszystkich flotylli okrętów podwodnych na wschodnią część La Manche. Na prośbę Brytyjczyków dwa dywizjony 1. Flotylli (w składzie: „Fructidor”, „Ventôse”, „Germinal”, „Watt”, „Prairial” i „Floréal” oraz niszczyciele „Sabre” i „Francisque”) zostały przesunięte do obrony Portsmouth, przybywając do portu 2 września. Pod koniec września sojusznicy ustalili, że dywizjon w składzie „Thermidor”, „Fructidor” i „Giffard” wraz z „Francisque” pozostanie w Portsmouth, a reszta okrętów typu Pluviôse powróci do Francji. W ciągu kolejnych miesięcy jednostki stacjonujące w Portsmouth były zastępowane przez inne, a same przechodziły w tym czasie konieczne remonty w stoczniach francuskich.
Na przełomie 1914 i 1915 roku na okręcie zamontowano żyrokompas firmy Sperry. Przez cały 1915 rok okręt wraz z siostrzanymi jednostkami nadal prowadził służbę patrolową na wodach Kanału. W maju 1915 roku dywizjon okrętów podwodnych w składzie: „Thermidor”, „Fructidor” i „Prairial” wraz z niszczycielem „Sabre” przerzucony został do Hawru, by prowadzić operacje przeciw U-Bootom. 16 listopada 2 Lekka Eskadra została rozformowana, a okręty typu Pluviôse wraz z jednostkami typu Sirène zostały przyporządkowane do 1. Flotylli okrętów podwodnych w Cherbourgu. Nie zmieniły się natomiast zadania, które nadal obejmowały defensywne patrole przeciw U-Bootom przeprowadzane w okolicach własnych baz. Pełniąc tę służbę wysłużony okręt doczekał zakończenia wojny.
Podczas wojny na okręcie zainstalowano działo pokładowe kalibru 75 mm, osadzone na łożu modèle 1916. Jednostka zyskała też osłonę sterówki, komin został osadzony na stałe, zamontowano też niskie anteny radiowe.

### Koniec służby
„Thermidor” został skreślony z listy floty 12 listopada 1919 roku. 23 maja 1921 roku został sprzedany firmie Société d’approvisionnement métallurgiques et de matériels d’industrie w celu złomowania za kwotę 43 150 franków, po czym rozebrany w Cherbourgu.